# Gnaeus Manlius
Gnaeus Manlius (Cincinnatus?; † 480 v. Chr.) war ein Politiker der frühen römischen Republik.
Gnaeus Manlius gehörte der noblen Gens Manlia, einer der ältesten und angesehensten patrizischen Familien Roms, an. Diese Familie war bekannt für ihre Cognomen wie Capitolinus, Torquatus und Vulso, daher ist der Name Cincinnatus ungewöhnlich bei Gnaeus Manlius. Geschichtsschreiber wie Titus Livius,  Dionysios von Halikarnassos oder Diodor haben nur Gnaeus Manlius/Mallius. Der Name Cincinnatus wird erst in späteren Quellen, wie dem Chronographen von 354, erwähnt. Da das Cognomen Cincinnatus sonst nur bei den Quinctiern vorkommt, und zwar erst 20 Jahre später, im Jahr 460 v. Chr., bei dem als Nachfolger des gefallenen Konsuls Publius Valerius Poplicola gewählten Lucius Quinctius Cincinnatus, ist nicht auszuschließen, dass die Fasti Capitolini für das Jahr 480 etwas Ähnliches annehmen und Cincinnatus nicht als Cognomen von Gnaeus Manlius angesehen haben, sondern einen unbekannten Suffektkonsul aus der Gens Quinctia bezeichnen. Gnaeus Manlius dürfte eher den Beinamen Vulso getragen haben und der Vater oder Bruder von Aulus Manlius Vulso gewesen sein.
Im Jahr 480 v. Chr. wurde Gnaeus Manlius zusammen mit Marcus Fabius Vibulanus zum Konsul gewählt. Er war der erste aus seiner Familie, der das Konsulat erreichte. In dieser Zeit verschärften sich die sozialen Spannungen in Rom durch die Forderung nach einer Agrarreform. Der Volkstribun Tiberius Pontificius versuchte, wie bereits Spurius Licinius im Vorjahr, eine Landverteilung durchzusetzen. Laut Dionysius zielte Pontificius nicht auf ein Agrargesetz. Stattdessen wollte er ein Gremium von zehn Senatoren einrichten, das öffentliche Ländereien für die Bürger aufteilen sollte. Um die Reform zu blockieren, verbot Pontificius die militärische Aushebung gegen die Vejenter. Die Senatoren und Konsuln konnten jedoch einige Tribunen bestechen, um ein Veto einzulegen, sodass die Rekrutierung erfolgen konnte.
Die militärische Lage war angespannt, da sich die Etrusker in Veji versammelt hatten, um die internen Konflikte Roms auszunutzen. Dies markierte den Beginn eines Krieges gegen Veji und die Etrusker, der bis 476 v. Chr. andauerte. Beide Konsuln, Gnaeus Manlius und Marcus Fabius, führten die römischen Truppen gegen die Vejenter, vermieden jedoch zunächst eine direkte Konfrontation aus Furcht vor der Stärke der gegnerischen Allianz. Die Etrusker provozierten die Römer durch Beleidigungen, was die Soldaten zunehmend aufbrachte und fast zu einem Aufstand führte. Marcus Fabius überzeugte Gnaeus Manlius schließlich zum Angriff und ließ die Truppen schwören, die Schlacht siegreich zu beenden, unter Androhung göttlicher Strafe.
In der entscheidenden Schlacht gegen die Vejenter errangen die Römer den Sieg, jedoch zu einem hohen Preis. Während des Kampfes fiel zunächst Quintus Fabius Vibulanus, der Bruder des amtierenden Konsuls Marcus Fabius. Kurz darauf fiel Gnaeus Manlius, als die Vejenter das römische Lager angriffen. Trotz dieser Verluste kehrten die Römer siegreich zurück. Der überlebende Konsul Marcus Fabius lehnte den vom Senat angebotenen Triumph aus Trauer und Respekt für seinen gefallenen Bruder Quintus und seinen Kollegen Gnaeus Manlius ab.